# Borstpärlfoting
Borstpärlfoting (Choneiulus palmatus) är en mångfotingart som först beskrevs av Nemec 1895.  Borstpärlfoting ingår i släktet Choneiulus och familjen pärlbandsfotingar. Arten är reproducerande i Sverige. Inga underarter finns listade i Catalogue of Life.